# 維斯普雷姆
維斯普雷姆（匈牙利語：Veszprém，羅馬化：Vesprim）是中歐國家匈牙利最古老的城市之一。現在的維斯普雷姆是維斯普雷姆州的首府所在地。位於巴拉頓湖北岸。距匈牙利首都布達佩斯約有110公里。

## 人口

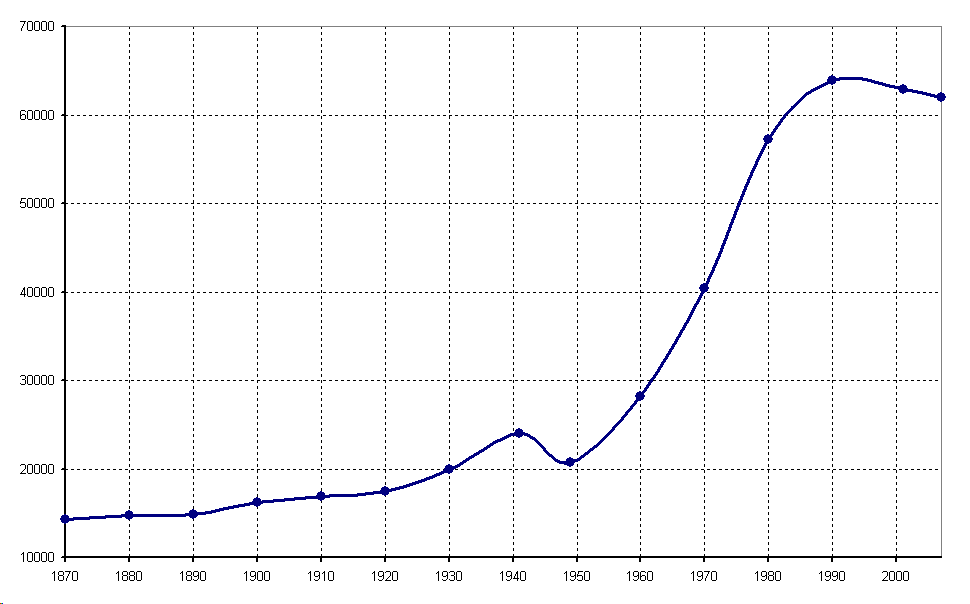
維斯普雷姆的人口變動趨勢 (1870-2007)

族群分布（2001年統計）
- 馬扎爾人 - 94.7%
- 德國人 - 1.7%
- 其他 - 1%
- 無答案 - 2.6%

宗教（2001年統計）
- 羅馬天主教 - 57%
- 加爾文教 - 9.7%
- 信義宗 - 3%
- 其他 - 1.3%
- 無神論 - 19%
- 無答案 - 10%（主要是無神論）

## 友好城市
- 法國 奥尔日河畔圣米歇尔

## 外部連結
- 官方網站 （页面存档备份，存于）